# 퍼펙트 리포트
퍼펙트 리포트(일본어: パーフェクト・リポート)는 2010년 10월 17일부터 12월 19일까지 후지 TV 계열의 드라마틱 선데이에서 방영되었다. 마쓰유키 야스코, 코이데 케이스케 주연으로, CTN 보도국의 하나인 부서 '유군취재반'에 좌천되었던 기자나 아나운서, PD들이 총집합하여 알려지지 않았던 사실을 추구해, 일어난 사회문제를 향해 만나서, 재기를 향하게 되는 유군취재반의 이야기를 다룬다.
후지 TV는 이 드라마를 시작으로, 일요일 밤 9시에 드라마틱 선데이를 신설해, 앞으로 TBS 일요극장과의 경쟁이 불가피할 전망이다. 캐치프레이즈는 불완전 하더라도, 팀이라면 무기가 된다!

## 등장 인물

### CTN 보도국 · 유군취재반
- 아오야마 가나에 (38) - 마쓰유키 야스코

유군 취재반의 신임 데스크, 한 번 본 미인으로 일을 할 수 있는 커리어 우먼이지만, 그 중심은 하나의 증거를 추적하기 시작하면 다른 일을 생각하지 않는 성격으로, 신인 때에 추적했던 미해결 사건뿐을 15년간, 다른 부서에 이동해서도 추적하고 계속했기 때문에, 방송국 내에서는 짐적인 존재로 되어 있다. 제일 기분이 되었던 사건의 일과 자신이 만족하기까지 취재를 철저하게 실시했다. 입버릇은 '이 잡듯이'로 부하인 유군 멤버를 좋아하는 대로 휘두른다. 그 때문에, 휘두르게 되는 쪽은 쌓였던 것이 아닌, 데스크 워크를 서툴러서 보내는 것보다, 타 부서로부터의 도움 요청을 멤버의 누군가에게 투입되는등, 상사로서는 제법 문제가 있다. 취재에 대한 생각이 들어있는 누구보다도 강한 '사실을 분명히 하는 것을 중요'라고 생각하고 있어, 그 열의는 뉴스의 배후로 숨었던 사실을 파내는 것에 연결하고 있다. 조직에 굴하지 않고, 누구에 대해서도 아양을 떨지 않고, 말하고 싶은 것을 분명하게 말한다. 사람의 이름을 기억하지도 않고, 부하들에게 각각 별명을 붙여서 불러, 자신은 '스타일 녀', '일벌레'등으로 붙여진다. 정리정돈이 서툴러 책상 위는 항상 혼잡. 컴퓨터 조작은 서툴다. 좋아하는 것은, 말린 오징어로, 부하들과의 차입이나 포상도 사용한다. 또한, 취미는 볼링. 목욕에도 노크해 들어가지 않고, 자는 것도 많아, 복장도 무관심하기 때문에 여자를 버리고 생각해, 결혼 소원도 없어 보이지만, 그대로 가지고 있는 무늬. 모친은 타계하시어, 부친과는 자동응답전화로의 교환을 계속하고 있다. 전 사회부 기자. 11년 전에 아내 · 나루미를 살해했던 사와무라 다케시를 독점 인터뷰를 실시해도, 보신 때문으로 변명을 하고 있었지만 의도적인 편집이 실시되었던 것으로 배신당했다고 생각되었던 과에 자살하고 말았다. 예전에는 남겨졌던 다케시의 아들 미쓰테루의 일이 트라우마가 되어, 한 시대는 PTSD에 빠져 있었다고 한다. 이 일이 원인으로 조직을 흐트려, '보도는 사람을 용이하게 얕보며, 손상시키는 것이다'라고 한 인식을 강하게 해, 취재에 대해서 기울어졌던 생각을 가지게 되었다. 또한, 취재 행동력의 원동력은 사와무라 다케시가 죽었던 죄악감부터로는 없는 공포부터라고 털어놓는다. 같은 문제아인 시로이시에 대해서는 특정의 공감을 기억하고 있어, 후배인 아카사카에 대해서는 예전 자신이 맛본 괴로움을 밟아 불기용하면서도 이끌려고 하는 자세를 본다. 다른 멤버에 대해서는 맡는 사정이나 고생을 존중해서 장소를 늘려 재능을 개화시키려고 하고 있다.
- 아카사카 슈 (28) : 코이데 케이스케

전 정치부 기자이자 총리 담당. 쿨하고 스마트한 엘리트 기자. '생방송에는 타지 않는 증거는 취재하는 의미가 없다'고 정제해, 쓸데없는 일은 일체 하지 않는 주의를 가진다. 생각하는 쪽이 대조적인 아오야마와 충돌하는 일도 자주 일어난다. 항상 냉정한 위에 상사부터의 받아들임도 잘, 공관청의 얼굴 기능, 취재력도 아무 일 없이, 탐욕스럽기까지의 야심을 가진 일부터 아오야마에게 '출세벌레'라고 불린다. 타인이나 사건의 사실에 대해서 무관심하고, '사실보다도 최신 뉴스를 보도하는 일이 중대사'라고 생각하고 있지만, 작은 뉴스나 의문을 철저하게 추구하는 일로, 결과로서 큰 문제제기를 실시하고 간다고 하던 아오야마의 수법과 사상에 널리, 반발하면서도 서서히 감화되어 간다. 편집부 데스크의 구로이부터 아오야마의 감시 역할을 명받아, 유군취재반으로 이동하게 되었지만, 실제로는 정치부에 필요로 하지 않았기 때문에 이동되었던 상황. 로스앤젤레스 지국을 전근하는 일을 조건으로 유군으로 이동했지만, 구로이는 최초부터 전근되는 것은 없고, 빈 곳이 없다고 하는 이유로 전근을 미뤘다. 아카사카는 유군에 좌천되었던 진짜 이유에 눈치를 채간다. 아오야마와 대립하면서도 훌륭할 정도로 서포트하고 있는 것부터 동료들의 강한 신뢰를 얻는다. 아오야마의 과거를 알았던 것에 점차 끌리는 것을 느끼기도, 서로 서투른 아카사카의 완고한 성격도 있어 이해하기엔 이르지 않았다. 
 실은 사회정의를 표방하는 다혈질. 단바 국회의원의 부정헌금 의혹을 독자로 추적하고 있어, 보도 제공자 · 모리야마 히데아키의 투신 자살의 현장으로 조우해, 전락했던 모리야마에게 심장 마사지를 해서 도와주려고 해도 도와주지 않고, 이것을 사건으로서 특종보도했다. 이 때에 강한 스트레스를 맛보았던 것과 자신들의 자세가 중복되어, 유족에게 책임졌던 일도 있어, PTSD에 시달렸다. 처음에는 자신이 PTSD라고 하는 것을 받아들이지 않았지만, 동료들에게 병을 숨겨서 일을 계속하고 있지만, 사쿠라이에게 알려져 버려, 후에 유군 멤버나 구로이의 아는 곳이 되었다. '도망치는 것은 지는 것'이라고 하는 생각부터, 일을 계속 한다는 결정도 아오야마의 말부터 생각을 결정해, 휴양하는 것을 결정, 자기 집으로 먼저 보이지 않는 불안한 휴양 생활을 보내고 있지만, 모리야마가 이전부터 아카사카의 성품을 조사했던 것부터 알아, 그 죽음이 숨겨졌던 진상으로 강요할 수 있도록 부귀를 조사한다.
- 오쿠사와 미도리 (25) : 아이부 사키

캐피탈 TV의 인기 여자 아나운서로, '그녀로 하고 싶은 아나운서'로 매년 1위에 랭크인 되었지만, 현재는 7위. 아오야마부터의 별명은 '가식 웃음'. 보도에는 흥미가 없고, 다만 자신의 인기도밖에 흥미가 없다. 애칭은 '오쿠미'. 버라이어티 전문으로, 버라이어티 기질이 강하다. 보도의 지식은 없고, 어느 날 심야, 아나운서부에 그녀 밖에 없기 때문에, 읽은 것으로 되었던 긴급 뉴스에서 실수를 연발해, 보도 공부하는 목적으로 3개월의 기한으로 유군 취재반에 좌천되었다. 
 방송국내에서 과거의 사람이 되어가는 것을 피부로 느끼면서도, 타고난 프라이드의 높이부터 하이힐을 벗는 일 없이 유군에도 친숙하지 않았다. 주로 주관적 감정에 의해서 취재 대상자의 일을 생각하지 않고, 자신이 생각했던 일을 말하는 장소가 있어, 자신이 계책을 느낀, 조사했던 것을 굽히지 않는 면도 있다. 아오야마로부터 '텅 빈 머리'라고 하는 의미부터 '풍선'이라고 불리기도 한다. 한때는 취재 대상자의 아버지에게 호소할 수 있을 것 같게 된것이 원인이지만, 아카사카로부터 사표를 쓰도록 명령할 수 있는 만큼. 아오야마에게 혹사당하는 불만을 안고 있었지만, 현장으로의 취재활동을 통해서 사람마다의 생각이나 사건의 깊숙함을 아는 성장을 시작한다. 
 아버지 일의 형편으로 몇 번도 전학당했던 과거를 가져, 가식 웃음은 그 때에 자기 것이 되어버린 슬픈 성씨. 시무라부터는 '오쿠미'라고 불린다.
- 모모이 유 (25) : 엔도 유야

조연출. 전형적인 초식계 남자로 의욕이나 적극성에 빠져 푸념이 많다. 아오야마에게는 '안경'이라고 불린다. 처음에는 아오야마에게 혹사당했던 불만을 품고 있었지만, '이 잡듯이'의 조사작업을 해서 거기에 알고 싶었던 의욕으로 눈을 떠, 완전히 감화되었다. 제일 먼저 아오야마를 신뢰하게 된 탓으로 유군 멤버로는 가장 혹사당하고 있다. 허드렛일만 밀어붙여, 연일 철야로 이어져 스트레스를 모아져 있어, 피로는 이상으로 많다. 
 행동은 둔하고 실패도 없지만, 한다고 정했던 것은 철저하게 이루는 뚝심이 센 성격. 또한, 공정적으로 돌던 일은 용서하지 않는다. 아카사카의 병을 뜻밖에 알아버려 비밀로 하고 있었지만, 다른 유군 멤버가 아카사카를 중상하고 있는 착각에 빠져 폭로해버리는 등 믿음이 격하기도. 오쿠사와를 필히 라이벌로 시기하고 있어, 그녀의 변화에 깨달아 초조함을 느끼고 있다. 서로는 솔직해서 다른 유군 멤버부터로는 귀여워하고 있다.
- 시무라 켄 (27) : 고야나기 유

카메라 조수. 아오야마에게는 '여자 밝힘'이라고 불린다. 고다의 카메라 조수로서 무심코 접어, 사건에 말려들어 유군 취재반으로 좌천되었다. 처음에는 아오야마에게 혹사당해 불만을 품었지만, 본인도 취재를 도와 안에 감화되고 있다. 구조 · 태도가 경박히 밝아, 유군의 무드메이커적 존재. 처음으로 특종 영상을 촬영했던 고다부터 '문외한 동련'으로 혹평되어 화내지만, 마지막에는 고다의 생각을 헤아려 카메라맨으로서 한 발 성장을 달성한다. 
 상당히 가장 불리한 역할을 끌리는 것이 많은 탓으로 드라마 본편으로는 무관계의 일을 하고 있거나 한다. 오쿠사와에 대해서는 적극적으로 접근하지만 떳떳이 상대로 되어있지 않다.
- 고다 이사오 (35) : 가나메 준

보도 카메라맨. 그러나 본래는 영화 카메라맨을 지망하고 있었지만, 현장에서는 멋지게 드리워진 영상만을 촬영해, 뉴스에서는 쓸모가 되어있다. 영화감독 분위기로, 삐뚤어진 성격이 화가 되어, 유군취재반으로 좌천되었지만, 실은 시무라 曰 '휴일 반납하는 열심히 한 보도 카메라맨'이였던 것 같다. 아내에게 도망쳤던 충격으로부터, 스스로 유군의 이동을 바랬던 것으로 되어 있다. '5시까지 남'을 자부하고 있어, 정시로 되면 아이라 · 가에데의 육아를 이유로 귀가해버려 휴일출근도 거부한다. 아오야마에게는 '아이 딸림'이라고 불린다. 
 처음엔 아오야마에 대한 관련을 가지고 있지 않았지만, 본래의 성격이나 능력은 일선급의 보도맨이며, 카메라맨이거나 취재 능력도 높은 문제의식도 강하다. 딸 때문에 가정을 희생하여 일하는 방법을 개선했던 경위를 서서히 분명히 하는 것으로, 생활을 지키면서도 가능한 최대한 능력을 발휘할 수 있도록 하는 아오야마의 배려도 있어 활약을 보여주고 있다. 의외에도 상징적으로 냉정한 생각을 가져, 돌보기도 좋은데다가, 시무라가 촬영한 특종 영상을 혹평해, 시무라를 카메라맨으로서 한 발 성장하게 하는 등, 후배 생각의 일면도 보인다. 시로이시와 함께, 필히 아오야마, 아카사카를 지지하고 있다. 
 직업 인사로 아내가 육아 노이로제에 시달리는 것으로 깨닫는 것이 나오지 않고, 깨달았을 때에는 뒤늦었다. 사랑하는 나머지 아내와 헤어져, 가에데를 물러가는 것을 결심해서부터는 자식을 아끼는 좋은 아버지로서 애정을 따르고 있다.
- 시라이시 히로시 (49) : 고히나타 후미요

기자. 사회부에서 장기간 활약했던 베테랑으로, 유군 취재반 중에서는 최고참의 기자로 멤버 최연장자. 아오야마에게는 '중년반항기'라고 불린다. 첫 대면이 좋을 것 같지만, 정보를 얻기 때문에, 그 사람의 좋을 것 같은 일을 이용해서 취재대상자를 속이기 위해, 취재 앞부터의 클레임이 끊어지지 않음에 따라 유군 취재반에 좌천되었다. 지금까지 밀려오던 클레임 수는 73건이다. '항상 전력으로 실시해서도, 때의 전력으로 실시하지 않는다'라고 생각하는 방향을 가져, 주로 항상 사건이나 취재에 대해서 흥미가 없고, 의지를 보이지 않는다. 그러나, 이상한만큼 감이 날카롭거나, 사건의 요점을 빈틈없이 파악하고 있는 등 일절 라인에서는 가지 않는 복잡한 인물. 취재대상자에 대해, 버릇없는 질문을 물어 근신이 되는 것도 있었지만, 근신중은 직소 퍼즐을 해서 보내는 등, 반성의 기미는 보이지 않는다. 
 아오야마에 대해서는 무관심을 가장하고 있었지만, 실은 전부터 흥미를 품고 있어, 그 솜씨를 보여서, 남몰래 11년전의 사건을 조사했다. 애견 · 폰타를 몹시 사랑하고 있어 휴일 출근을 거절하는 구실도 사용하고 있다. 반숙 계란이 제일 좋아하므로 강한 조건을 가진다. 
 이야기가 중반을 지나서도 자신의 과거를 밝히지 않고 주행등을 가장하고 있지만, 유군 멤버로도 거짓말해 독자의 취재생활을 실시하고 있어, 동료 때문에 필히 정보 수집을 실시하는 등 먹지 않는 면이 있다. 아오야마와 같이 과거의 사건 때문에 문제아로 되었다. 애견은 작고했던 동료의 유물.

### CTN 보도국
엘리트 의식이 강하고, 구로이를 제외한 대부분 전원으로 유군취재반에 대한 차별의식이 있어, 동료 의식은 없다. 툭하면 트집을 잡거나 앞지르려고 해, 유군이 특종을 자기 것으로 만들때, 안절부절 못하다.
- 구로이 아키라 (38) : 히라야마 히로유키

뉴스 편집부 데스크. 아오야마와는 동기로, 아카사카의 상사. 민완한 야심가. 뉴스의 라인업을 결정하는 권한을 가져, 항상 시청률에 관심이 있다. 상사에게 잘 아첨해 현재의 지위를 얻지만, 지위에 맞는 능력은 많지 않다. 자신의 이익을 위해서라면, 평소에 타인을 이용하는 너구리를 가진 방심할 수 없는 남자이지만, 보도맨으로서의 방침도 가지고 있어, 유군이 손에 넣었던 특종의 교환에 응하는 등, 결백한 면이 있다. 아오야마의 11년 전 사건을 알고 있어, 당시는 디렉터의 생각이 올바르게 생각한다. 
 아오야마에 대해서는 능력은 비싸지만, 보도에서의 자세에 관해서는 정면으로 대립한다. 표면적으로는 이용하는 것 밖에 이용해서 방송국으로부터 내쫓으려 하고 있는 것 같지만, 실은 그녀에게 자유적인 활약의 장을 주는 등 편의를 도모하는 마디가 있다. 내쫓으려고 하는 속마음도 그 단순한 것은 아니다. 또한, 아카사카를 속여서 유군으로 좌천한 것이 되어 있지만, 기자로서의 능력을 높이 평가해 한층 더 성장을 돋워주기도 하다. 병이 발각되었던 때에는 장래를 생각해서, 그 자리로 휴양을 취하도록 명했다.
- 우메노 도모히로 : 모리모토 료지

연출자이며 구로이의 심복. 오른팔로서 구로이를 서포터하고 있지만, 자신도 이용되고 있을 뿐인 거라고 하는 불안함도 숨긴 채 가진다. 사실은 컴플렉스가 강하고, 그것이 때로서 유군으로의 차별의식으로 이어지기도 하지만, 실력을 인정하는 솔직한 부분도 있다. 아카사카를 필히 라이벌 인식하고 있어, 우연히 병을 알고 있던 때에는 그 자리에 구로이에게 추진했다.
- 가모이 마사오 : 유자와 벤
- 요시자키 준이치 : 와카스기 고지
- 곤도 세이지 : 구마베 요헤이
- 사회부 데스크 : 사에키 아라타
- 경제부 데스크 : 야마가미 겐지
- 정치부 데스크 : 니시자와 진타

### 그 외 인물
- 아오야마 요시오 : 나카하라 다케오 (1 · 2화 목소리만)

아오야마 가나에의 부친. 직업은 택시 기사. 9화에서 검사 입원하고 있다.
- 고다 가에데 : 고니시 마우

이사오의 딸이자 보육원생. 솔직하고 밝게 예의범절이 이루어져 예의가 바르다. 인플루엔자로 보육원이 폐쇄되었던 것에 의해, 일시적으로 유군취재반에 맡겨져, 시라이시가 상대를 했다. 딸에게 유성을 보여주고 싶다고 하는 이사오의 소원으로, 아카사카의 친가에도 동행하고 있다.
- 가사하라 히데노리 : 오쓰키 히로유키

CAFE Maverick의 마스터.
- 사와무라 다케시 : 야시바 도시히로

아오야마의 트라우마 원인. 11년 전에 아내 '나루미'가 살해되었던 사건에 중요 참고인으로서 경찰로부터 의심된 것을 괴로워 해서, 오해를 풀기 위해서 아오야마의 단독 취재를 받았지만, 인터뷰 테이프의 의도적인 편집에 의해서 인상조작으로, 의심스러운 것처럼 보도되었던 것을 배반으로 느껴, 아오야마에게 전화한 후에 투신자살했다.
- 사와무라 히로미츠 : 기무라 료 / 12살 때의 히로미츠 : 와타나베 슌타

아오야마가 쫓고 있던 11년 전의 사건에 걸친 살아남은 소년. 어머니의 살인 사건으로 부친이 살해되었던 것으로, 한 명 남아버린다. 복역 후, 최근에 출소했다. 아오야마의 앞에 갑자기 나타나 나타나지 말라는 경고를 도발한다. 살인사건의 용의자이다.
- 모리야마 히데아키 : 사토 시게루

보도 제공자. 단바 의원의 부정 헌금 의혹 증거를 잡고 있었던 아카사카에게 제보 전화를 걸었다. 아카사카의 압력에 무릅써서 마지 못해 면회를 승낙하지만, 약속 장소에 나타나지 않고, 가까운 맨션의 옥상에서부터 전락해서 사망한다. 전락에 말려들게 했던 부상자가 나왔기 때문에 사건으로서 아카사카가 보도하는 것으로. 장례식 때의 이름이 분명해져, 중의원 의원 · 단바 대의원의 비서로 판명한다. 그의 죽음이 아카사카의 트라우마로 되었다. 
 후의 접촉적으로 아카사카의 일을 꼼꼼히 조사하고 있었던 것이 판명해, 자살로는 아닐 가능성이 부상한다. 심부름꾼으로부터 비서로 되었던 고생한 사람.

### 게스트

#### 제 1 화
- 미야지마 세이치로 : 이시바시 료

내각 총리 대신.
- 다키타 슌지 : 나카마루 신쇼

총리 보좌관.
- 미야네 세이지 : (본인 역)

버라이어티 프로그램 '알았는지 콜로세움'의 MC.
- 하야카와 다이키 : 후카미 모토키

15년 전, 총리의 SP를 맡고 있었다.

#### 제 2 화
- 무코다 린코 (45) : 메구로 마키

㈜프라이스레스의 대표이사 사장.
- 신조 : 나카노 쓰요시

경시청 형사부 조사 제1과의 형사.
- 스나야마 : 와타나베 겐키치
- 가와카미 미네코 : 야마모토 미치코
- 미타 리사 : 사이토 리나

양친을 교통사고로 잃었던 여고생.
- 미타 유키오 : 가나이 유타

양친을 교통사고로 잃었다. 상해사건을 일으킨다.

#### 제 3 화
- 마쓰다 고지 : 오카다 요시노리

강도 사건 현장에서부터 오토바이로 도주해 사고로 잃었던 배우 지망을 꿈꾼 청년.
- 요시카와 리에코 : 요시다 요

마쓰다와 사귀었던 여성.
- 요시카와 마키 : 하타케야마 쓰무기

마쓰다와 요시카와의 딸. 초등학교 1학년 3반.
- 후지미쓰 가나코 : 시부야 아키

국제 여배우.
- 노지마 가쓰 : 구보데라 아키라

가나코의 애인이며 메이저리거.
- 고바야시 마사유키 : 야네 마사키

강도 사건으로 잃었던 경비원의 아들.
- 아유카와 레이코 : 데구치 유미코

마쓰다와 같은 극단의 여성.
- 이마노 신이치 : 기무라 사카에

마쓰다가 빌리고 있었던 스튜디오의 관리인. 잃었던 마쓰다를 추모한다.
- 도도 : 고바야시 다카시카 (- 제 5화, 제 8화 - 최종화)

검사.

#### 제 4 화
- 도키다 히로미/니야마 아스카 : 이와타 사유리
- 우노 다에 : 다지마 레이코
- 아이라 슌야 : 사토 고조

사기로 잡혔던 형기를 끝낸 뒤는 사과 농장에서 일하고 있다.
- 아이라 요시코 : 이마이즈미 아마네

슌야의 부인.
- 니시모토 겐이치 : 시마즈 겐타로
- 오제키 아야카 : 가와무라 리카
- 나가누마 잇시 : 야마노 우미

CTN의 총무과.

#### 제 5 화
- 사이키 유 (10) : 기쿠치 아스미
- 사이키 료지 : 나카네 도루

유의 아버지.
- 사이키 다에코 : 이토 루나

유의 어머니.
- 모리야마 미요코 : 기리시마 레이카

히데아키의 아내.
- 스즈키 레나 : 요시다 리코
- 스즈키 메구미 : 가사 나쓰키

유에게 편지를 썼던 상대.
- 사와무라 나루미 : 나카무라 마치코 (- 제 8화, 최종화)

11년 전에 살해되었던 다케시의 아내이자 히데미쓰의 어머니.

#### 제 6 화
- 미즈타니 마모루 : 사와타리 미노루
- 나가타 시노 : 아나미 아쓰코
- 나카가와 유코 : 다테 미사토
- 세키 마사즈미 : 도쿠 히데키
- 미즈타니 유카리 : 오무라 아야코

#### 제 7 화
- 하타노 게이코 : 히즈키 하나

전 마라톤 선수. 사실은 정치가의 숨겨진 딸이라 아닐 것인가 라고 한 의혹이 부상한다.
- 아카사카 마사토시 : 기타미 도시유키

슈의 아버지. 지방 신문 '조요 신문'의 기자. 출세하지 못한 탓으로, 아들인 슈로부터는 어이가 없어 놀랄만 하다. 아버지로서의 반발로부터 슈는 키국의 TV 기자가 되었다.
- 아카사카 요시코 : 다이라 요시에

슈의 어머니. 아들과 아버지의 갈등을 조마조마 하면서 지켜본다.

#### 제 8 화
- 하시구치 고스케 : 가토 게이스케
- 야마가미 : 고바야시 히로시

검사.
- 아소 미즈키 : 야마야 가스미 (9화)
- 다치바나 히로시 : 기타다이 다카시

하시구치의 선배, 3년 전에 사와무라 히로미쓰에게 맞아, 넘어졌을 때 부딪친 곳이 나빠 사망.
- 후지와라 데쓰지 (35) : 나카무라 야스히 (9화, 최종화)

#### 제 9 화
- 이사키 모토코 : 무라카와 에리 (최종화)
- 이사키 사나에 : 고뱌아시 료코 (최종화)

## 방송일 및 부제
| 각화                                                         | 방송일           | 부제                                                 | 각본                            | 연출              | 시청률 |
| ------------------------------------------------------------ | ---------------- | ---------------------------------------------------- | ------------------------------- | ----------------- | ------ |
| 제1화                                                        | 2010년 10월 17일 | 최저 여자 상사와 첫 특종                             | 하마다 히데야                   | 이시카와 준이치   | 7.7%   |
| 제2화                                                        | 2010년 10월 24일 | 슬픈 유괴범! 안 되는 기자팀 시동                     | 사카이 마사아키                 | 이시카와 준이치   | 7.9%   |
| 제3화                                                        | 2010년 10월 31일 | 고소되었던 죽은 사람, 8년의 시간이 움직이기 시작한다 | 하마다 히데야 오가와 도모코     | 이와타 가즈유키   | 7.6%   |
| 제4화                                                        | 2010년 11월 7일  | 승강장 전락 사고, 기적의 구출극이 앞으로             | 하마다 히데야                   | 이시카와 준이치   | 9.7%   |
| 제5화                                                        | 2010년 11월 14일 | 충격! 고발직전, 눈앞에서 죽었던 증언자               | 사카이 마사아키                 | 이와타 가즈유키   | 6.0%   |
| 제6화                                                        | 2010년 11월 21일 | 엄마들이 위험한 산과의료 미스 의혹!                  | 아소 구미코 사카이 마사아키     | 이시카와 준이치   | 5.6%   |
| 제7화                                                        | 2010년 11월 28일 | 아버지가 준 용기, 보도를 믿는 마음                   | 사카이 마사아키 야마우라 마사오 | 이와타 가즈유키   | 5.6%   |
| 제8화                                                        | 2010년 12월 5일  | 계획된 함정 … 유군 결사의 역전극!                    | 하마다 히데야                   | 이시카와 준이치   | 6.1%   |
| 제9화                                                        | 2012년 12월 12일 | 관련된 두 개의 사건, 태양에 숨겨졌던 진실            | 사카이 마사아키                 | 무라타니 요시노리 | 5.4%   |
| 최종화                                                       | 2012년 12월 19일 | 보도의 그 앞에 팀에서 잡은 대답                      | 하마다 히데야                   | 이시카와 준이치   | 4.7%   |
| 평균 시청률 6.6% (시청률은 간토 지구 · 비디오 리서치사 조사) |                  |                                                      |                                 |                   |        |

## 주제가
오프닝 곡
- VERBAL 'Fall out' (Feat. SHUNYA) (Rhythm zone)

엔딩 곡
- YUI 'Rain'

## 같이 보기
- 드라마틱 선데이

이하의 2개 작품은, 뉴스를 소재로 한 드라마.
- 뉴스의 여자
- 톱 캐스터